# 国際アグロフォレストリー研究センター
国際アグロフォレストリー研究センター（こくさいアグロフォレストリーけんきゅうセンター、英語：World Agroforestry Centre）は、ケニアのナイロビに本部を置く国際的研究機関である。経済的・生態学的に利益をもたらす農業景観の中に樹木を植える活動、すなわちアグロフォレストリーの研究を行っている。この研究機関の正式名称は"International Centre for Research in Agroforestry"であり、その略称はICRAFであるが、2002年からブランド名として"World Agroforestry Centre"を使用している。以下の記述では、ICRAFと表記する。

## 概略
ICRAFは国際農業研究協議グループ(CGIAR)として知られる地球規模ネットワークを構成する15の研究機関の一つである。1978年に設立され、その後1991年にCGIARに参加した。CGIAR参加後、1990年代からICRAFは、貧困の軽減・食糧安全保障・環境開発問題に、より一層取り組むことになった。アフリカの小規模農家における耕地の減少の問題や、湿潤熱帯雨林周縁部の焼畑農業に代わる手法の開発に取り組んだ。この過程で、対象とする地域は、アフリカのみならず、ラテンアメリカや東南アジアにまで広がった。
ICRAFは、より持続可能で生産的な土地使用を開発する目的で、各国の農業研究システムと先端研究機関と協力し、研究を実施している。発展途上地域の国や地方、特にラテンアメリカ・東南アジア・中部アフリカ地域の熱帯地方に、その研究の焦点は絞られている。アグロフォレストリーに関する科学の様々面で、ICRAFは、協力者のための個人またはグループのトレーニングの計画も行っている。